# Iglesia de San Juan Bautista (Acre)
La Iglesia de San Juan Bautista a veces también llamada simplemente Iglesia de San Juan es el nombre que recibe un edificio religioso afiliado a la Iglesia católica que se encuentra ubicado en la localidad de Acre al norte de Israel. No debe ser confundida con la Iglesia franciscana de Terra Sancta de la misma ciudad. Se encuentra muy cerca de la costa a un lado del faro de la ciudad.
El actual templo fue construido por los franciscanos de la Custodia en 1737 en donde antes se encontraba la iglesia de era de las cruzada que estaba dedicada a San Andrés. Funciona como iglesia parroquial católica para la comunidad de rito latino o romano. Fue renovada en 1947.

## Referencias

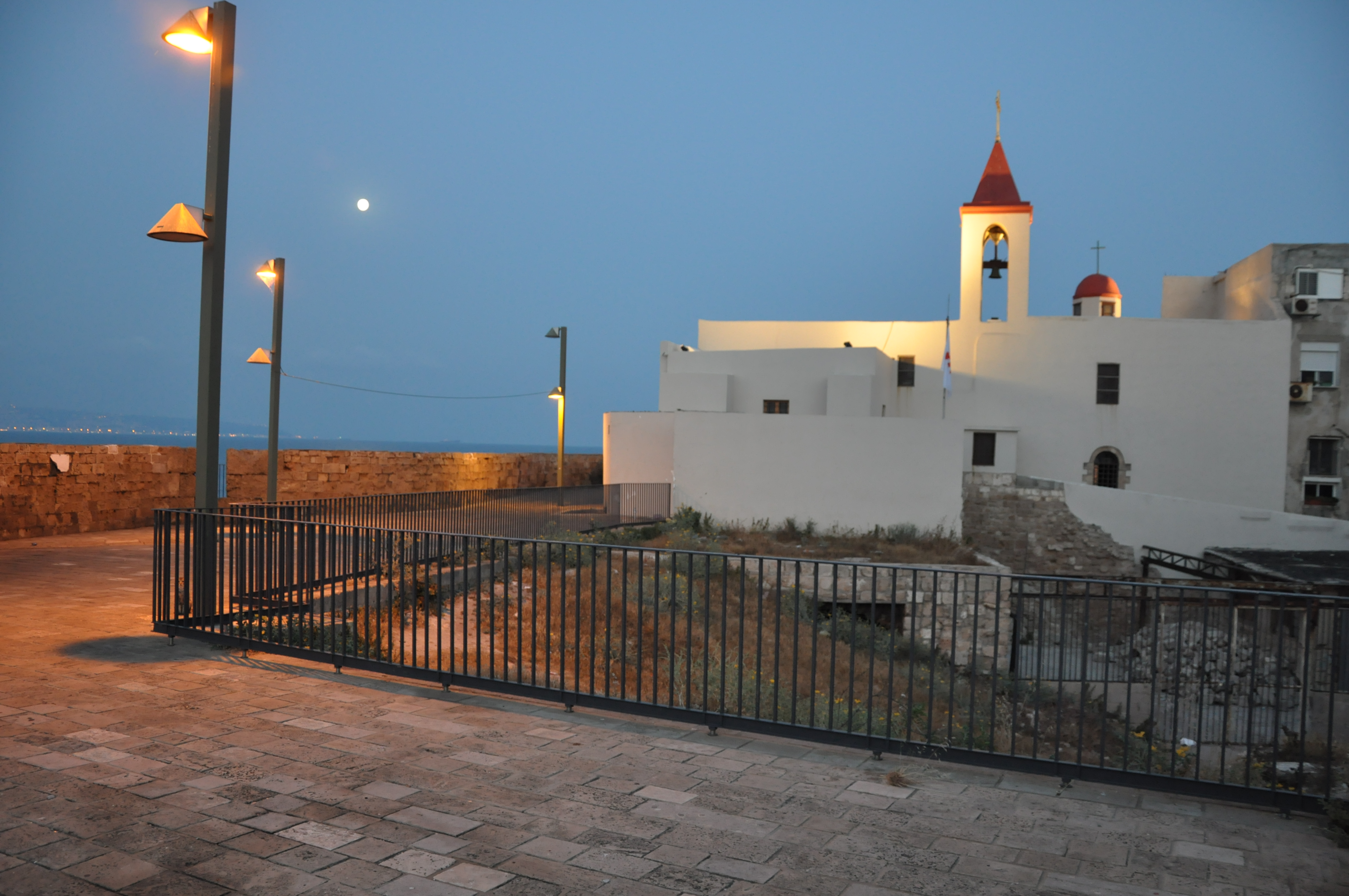
Vista de la iglesia al atardecer